# ایمتسکی
ایمُتسکی (به کرواتی: Imotski) شهری در ایالت اسپلیت-دالماتیا کشور کرواسی است که جمعیت آن در سال ۲۰۱۱ میلادی ۹٬۷۵۴ نفر بوده‌است.